# Versuchter Anschlag am Times Square

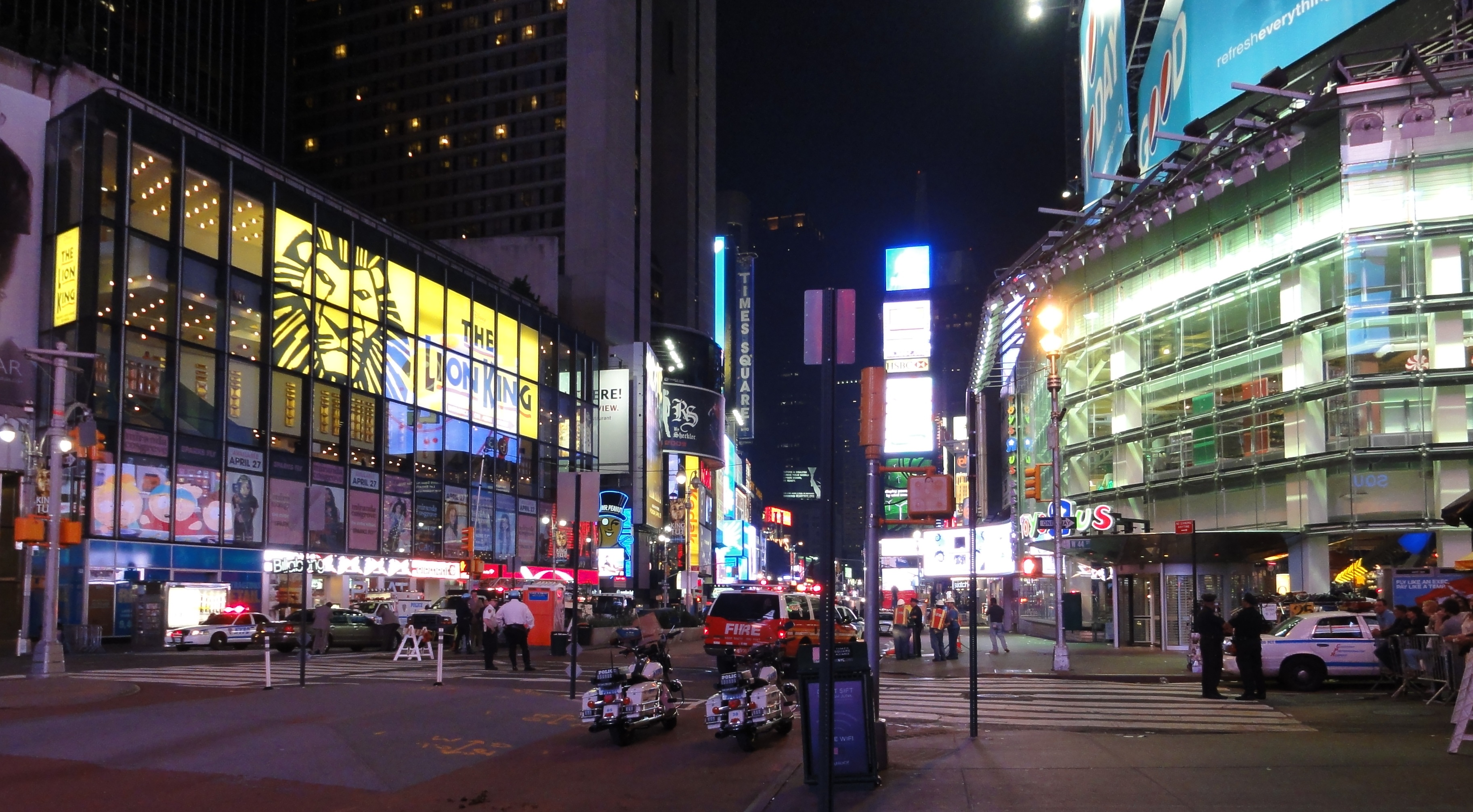
Der gesperrte Times Square

Der Anschlagsversuch am Times Square war ein fehlgeschlagener Terroranschlag, der international Schlagzeilen machte. Der pakistanischstämmige US-Amerikaner Faisal Shazad versuchte am 1. Mai 2010 am Times Square in New York eine Autobombe zu zünden. Dies misslang jedoch und die Bombe wurde entdeckt und entschärft.

## Entdeckung der Bombe
Am Abend des 1. Mai, einem Samstag, meldete ein Straßenverkäufer einen am Times Square geparkten Nissan Pathfinder mit rauchendem Motor an einen berittenen Polizisten. Dieser roch bei der Untersuchung des Wagens Schießpulver und informierte seine Kollegen. Die Polizei räumte daraufhin den Platz zwischen der 43. und 46. Straße, der in der Folge zehn Stunden lang gesperrt blieb. Die Bombe wurde schließlich durch ein Spezialkommando entschärft.
Die verwendete Bombe bestand aus einem Benzinkanister, Propangasflaschen, Feuerwerkskörper, Dünger, zwei Weckern, Batterien sowie einem Kochtopf. Wegen eines fehlerhaften Zünders kam es nicht zur Explosion, sondern nur zu starker Rauchentwicklung. Shazad plante zudem, mit einem anderen Wagen zu fliehen, den er am Tag zuvor bereits auf dem Times Square abgestellt hatte. Da er allerdings am Tag des geplanten Anschlags die Schlüssel des Fluchtwagens im Wagen mit der Bombe vergessen hatte, floh er mit dem Zug.
Insgesamt waren drei Bomben im Geländewagen versteckt. Der 1. Mai wurde von ihm ausgesucht, weil an dem warmen Tag viele Menschen unterwegs waren.

## Fahndung, Festnahme und Prozess

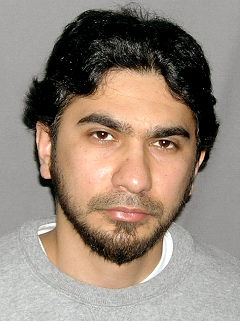
Faisal Shazad (2010)

Über die Fahrgestellnummer des Nissan konnte die Polizei den Halter Faisal Shahzad ermitteln. Shazad wurde beschattet, konnte sich aber der Observierung entziehen. Am 3. Mai um 12:30 Uhr wurde er in die Liste der Terrorverdächtigen des nationalen Anti-Terror-Zentrums eingetragen. Trotzdem war es ihm möglich, um 18:30 Uhr bei Emirates einen Flug nach Dubai zu buchen und um etwa 23:00 Uhr die Sicherheitskontrollen zu passieren und die Maschine zu besteigen. Da sein Name aber einem Grenzbeamten aufgefallen war, der die Passagierlisten kontrolliert hatte, konnte Shazad noch vor dem Start in der Maschine festgenommen werden.
Shazad gab an, ohne Komplizen gehandelt zu haben. Die Behörden beschreiben ihn als kooperativ und geständig.
Gut zwei Wochen nach dem Anschlagsversuch wurden in den US-Bundesstaaten Massachusetts, New York, New Jersey und Maine drei Verdächtige festgenommen, bei denen es sich um Kuriere, die Shazad mit Geld versorgt haben, handeln soll. Ein weiterer mutmaßlicher Geldkurier wurde in Pakistan festgenommen.
Die Staatsanwaltschaft erhob am 18. Juni Anklage gegen den Hauptverdächtigen Faisal Shahzad. Die Anklageschrift umfasst zehn Punkte, unter anderem Terrorismus, Verschwörung und versuchter Einsatz von Massenvernichtungsmitteln. Bei sechs der zehn Anklagepunkten ist die Höchststrafe lebenslang. Er bekannte sich schuldig und wurde am 5. Oktober 2010 zu lebenslanger Haft verurteilt.

## Beteiligung der Taliban
Am 2. Mai bekannte sich die Bewegung der pakistanischen Taliban zu dem Anschlag und kündigte über ihren Anführer Hakimullah Mehsud eine Serie von Attentaten an. US-Innenminister Eric Holder gab zudem am 9. Mai bekannt, dass die Behörden pakistanische Talibangruppen bezichtigen, den Anschlagsversuch unterstützt, finanziert und angeleitet haben. Im Zuge dessen wurden im pakistanischen Karatschi mehrere Personen in Gewahrsam genommen, die mit Shazad Kontakt hatten; weiterhin wurden sein Schwiegervater und seine Frau, die wieder in Karatschi lebt, von den pakistanischen Behörden vernommen.
Laut der am 18. Juni erfolgten Anklage wird Shazad unter anderem angeklagt, 12.000 Dollar für den geplanten Anschlag von den militanten Extremisten in Pakistan bekommen zu haben. Außerdem soll er im Dezember 2009 in Wasiristan im Umgang mit Sprengstoffen geschult worden sein.
Shazad war ein Anhänger des Predigers Anwar al-Awlaki, der ihn zu der Tat inspiriert haben soll. Er gab auch an, dass die Verteidigung seiner Religion als Motiv für den geplanten Anschlag diente.

## Weitere Festnahmen
Anfang September nahm die pakistanische Polizei in Islamabad drei Verdächtige fest und verhörte sie mehrere Tage. Sie sollen mit Faisal Shazad Kontakt gehabt haben und Geld an ihn weitergeleitet haben.
Am 15. September wurde in New York ein Geschäftsmann festgenommen und angeklagt. Er soll den Anschlag unwissentlich über das sogenannte Hawala-System mitfinanziert haben.

## Reaktionen
US-Präsident Barack Obama erklärte am 4. Mai, dass der versuchte Anschlag restlos aufgeklärt und alle möglichen Komplizen zur Rechenschaft gezogen werden; sein Pressesprecher Robert Gibbs bezeichnete die Tat als einen terroristischen Akt.
Der New Yorker Bürgermeister Michael Bloomberg rief die Einwohner auf, pakistanische und muslimische Bürger nicht unter Generalverdacht zu stellen, die Senatorin Susan Collins kritisierte, dass es dem Hauptverdächtigen gelungen war, die Maschine nach Dubai zu besteigen.
Die Washington Post berichtete, dass es militärische Planungen für einen Vergeltungsschlag in Pakistan gab. Außenministerin Hillary Clinton kündigte "sehr ernsthafte Konsequenzen", für den Fall einer Verwicklung des Landes in den Anschlagsversuch, an.